# 摩根嶺
70°29′S 64°41′E / 70.483°S 64.683°E
摩根嶺（英語：Morgan Ridge）是南極洲的山嶺，位於麥克羅伯特森地，屬於查爾斯王子山脈中波爾托斯山脈的一部分，處於斯莫爾山和波拉德山之間，根據澳大利亞探險隊的測量和空中照片繪入地圖，以冰川學家命名，現時由南極條約體系管理。